# Diocesi di Quixadá

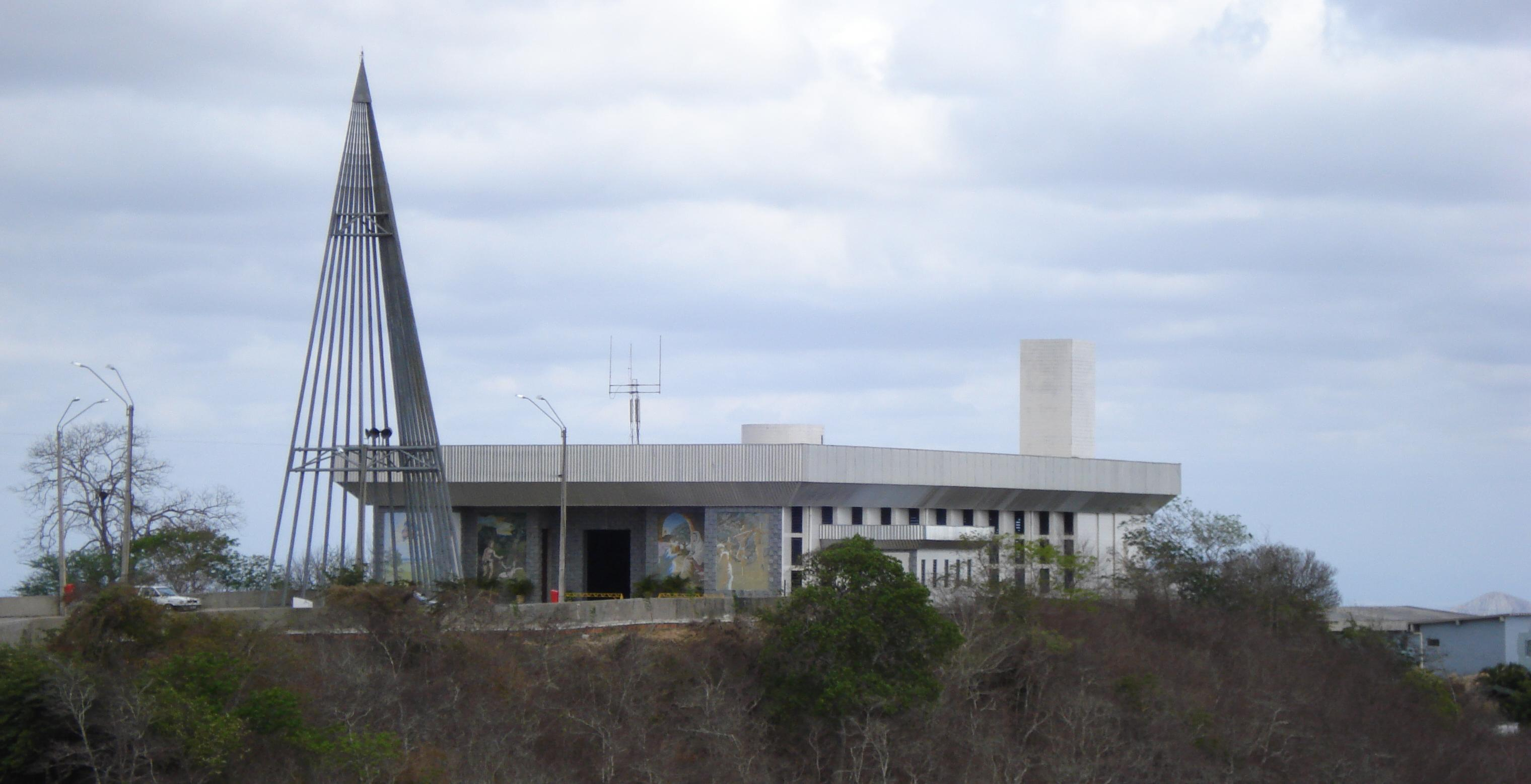
Il santuario dell'Immacolata Concezione Regina del Sertão a Quixadá.

La diocesi di Quixadá (in latino: Dioecesis Quixadensis) è una sede della Chiesa cattolica in Brasile suffraganea dell'arcidiocesi di Fortaleza. Nel 2022 contava 342.000 battezzati su 352.000 abitanti. È retta dal vescovo Aurélio Pinto de Sousa.

## Territorio
La diocesi comprende 10 comuni nella parte centrale dello stato brasiliano del Ceará: Quixadá, Quixeramobim, Itatira, Boa Viagem, Madalena, Choró, Itapiúna, Capistrano, Ibaretama e Banabuiú. Confina con l'arcidiocesi di Fortaleza e con le Diocesi di Limoeiro do Norte, Iguatu, Crateús e Sobral.
Sede vescovile è la città di Quixadá, dove si trova la cattedrale di Gesù, Maria e Giuseppe.
Il territorio si estende su 13.874,2 km² ed è suddiviso in 21 parrocchie, raggruppate in 4 foranie.

## Storia
La diocesi è stata eretta il 13 marzo 1971 con la bolla Qui summopere di papa Paolo VI, ricavandone il territorio dall'arcidiocesi di Fortaleza.

## Cronotassi dei vescovi
Si omettono i periodi di sede vacante non superiori ai 2 anni o non storicamente accertati.
- Joaquim Rufino do Rêgo † (21 aprile 1971 - 25 marzo 1986 nominato vescovo di Parnaíba)
- Adelio Giuseppe Tomasin, P.S.D.P. † (16 marzo 1988 - 3 gennaio 2007 ritirato)
- Angelo Pignoli (3 gennaio 2007 - 15 dicembre 2021 ritirato)
- Aurélio Pinto de Sousa, dal 10 maggio 2023

## Statistiche
La diocesi nel 2022 su una popolazione di 352.000 persone contava 342.000 battezzati, corrispondenti al 97,2% del totale.
| anno | popolazione | popolazione | popolazione | presbiteri | presbiteri | presbiteri | presbiteri                | diaconi | religiosi | religiosi | parrocchie |
| anno | battezzati  | totale      | %           | numero     | secolari   | regolari   | battezzati per presbitero | diaconi | uomini    | donne     | parrocchie |
| ---- | ----------- | ----------- | ----------- | ---------- | ---------- | ---------- | ------------------------- | ------- | --------- | --------- | ---------- |
| 1976 | 247.268     | 258.552     | 95,6        | 12         | 6          | 6          | 20.605                    |         | 6         | 48        | 7          |
| 1980 | 302.000     | 319.000     | 94,7        | 10         | 5          | 5          | 30.200                    |         | 6         | 55        | 8          |
| 1990 | 299.000     | 315.000     | 94,9        | 15         | 10         | 5          | 19.933                    |         | 6         | 55        | 12         |
| 1999 | 340.000     | 355.000     | 95,8        | 18         | 9          | 9          | 18.888                    |         | 13        | 41        | 12         |
| 2000 | 345.000     | 360.000     | 95,8        | 25         | 16         | 9          | 13.800                    |         | 12        | 41        | 12         |
| 2001 | 258.178     | 281.289     | 91,8        | 23         | 14         | 9          | 11.225                    |         | 16        | 41        | 13         |
| 2002 | 213.136     | 282.441     | 75,5        | 24         | 17         | 7          | 8.880                     |         | 13        | 69        | 13         |
| 2003 | 200.968     | 282.441     | 71,2        | 29         | 22         | 7          | 6.929                     |         | 12        | 64        | 19         |
| 2004 | 254.419     | 282.724     | 90,0        | 30         | 23         | 7          | 8.480                     |         | 12        | 70        | 14         |
| 2010 | 281.000     | 313.000     | 89,8        | 42         | 37         | 5          | 6.690                     |         | 16        | 54        | 19         |
| 2014 | 294.000     | 328.700     | 89,4        | 39         | 36         | 3          | 7.538                     |         | 13        | 48        | 20         |
| 2017 | 303.320     | 339.972     | 89,2        | 44         | 38         | 6          | 6.893                     |         | 18        | 53        | 20         |
| 2020 | 309.800     | 347.809     | 89,1        | 49         | 39         | 10         | 6.322                     |         | 14        | 37        | 20         |
| 2022 | 342.000     | 352.000     | 97,2        | 43         | 39         | 4          | 7.953                     |         | 10        | 38        | 21         |